# Liste der Baudenkmäler in Hohenthann
Auf dieser Seite sind die Baudenkmäler in der niederbayerischen Gemeinde Hohenthann zusammengestellt. Diese Tabelle ist eine Teilliste der Liste der Baudenkmäler in Bayern. Grundlage ist die Bayerische Denkmalliste, die auf Basis des Bayerischen Denkmalschutzgesetzes vom 1. Oktober 1973 erstmals erstellt wurde und seither durch das Bayerische Landesamt für Denkmalpflege geführt wird. Die folgenden Angaben ersetzen nicht die rechtsverbindliche Auskunft der Denkmalschutzbehörde.

## Baudenkmäler nach Ortsteilen

### Hohenthann
| Lage                                             | Objekt                                | Beschreibung | Akten-Nr.             | Bild           |
| ------------------------------------------------ | ------------------------------------- | --- | --------------------- | -------------- |
| Brauhausstraße 1; Nähe Brauhausstraße (Standort) | Schloss                               | zweigeschossiger Walmdachbau mit Zwerchgiebel und Portalbekrönung, zweite Hälfte 18. Jahrhundert; Nebengebäude, zweigeschossiger Walmdachbau, zweite Hälfte 18. Jahrhundert; Garten- und Pfortenhäuschen, massiver Walmdachbau, wohl gleichzeitig; erhaltene Teile der Umfassungsmauer, wohl gleichzeitig. | D-2-74-141-1 Wikidata | Schloss        |
| Rottenburger Straße 20 (Standort)                | Schlosskapelle St. Johann von Nepomuk | kleiner massiver Saalbau, nördlich mit Dachreiter, geweiht 1738; mit Ausstattung. | D-2-74-141-2 Wikidata | weitere Bilder |
| Schulstraße 1 (Standort)                         | Pfarrhof                              | Wohnhaus innerhalb einer Vierseitanlage, zweigeschossiges Gebäude mit verputztem Blockbau-Obergeschoss und Walmdach, 1689. | D-2-74-141-4 Wikidata | Pfarrhof       |
| Schulstraße 2 (Standort)                         | Schulhaus                             | zweigeschossiger Satteldachbau, Fassade mit Putzgliederungen und Zwerchgiebel, mit Treppenaufgang, um 1840. | D-2-74-141-5 Wikidata | Schulhaus      |

### Altenburg
| Lage                  | Objekt                 | Beschreibung | Akten-Nr.             | Bild           |
| --------------------- | ---------------------- | --- | --------------------- | -------------- |
| Haus Nr. 1 (Standort) | Filialkirche St. Georg | ehemalige Schlosskapelle, kleiner Saalbau des 13./14. Jahrhunderts, barockisiert, östlich Dachreiter mit Spitzhelm, Helmaufsatz wohl 19. Jahrhundert; mit Ausstattung. | D-2-74-141-6          | weitere Bilder |
| Haus Nr. 1 (Standort) | Traidkasten            | zweigeschossiges Gebäude in Blockbauweise, mit Steilsatteldach und Traufschrot, zweiten Hälfte 17. Jahrhundert.                                                        | D-2-74-141-7 Wikidata | Traidkasten    |

### Andermannsdorf
| Lage                              | Objekt                  | Beschreibung | Akten-Nr.             | Bild           |
| --------------------------------- | ----------------------- | --- | --------------------- | -------------- |
| Sankt-Andreas-Straße 3 (Standort) | Pfarrkirche St. Andreas | Saalkirche mit eingezogenem rechteckigem Chor, spätromanische Anlage des 13. Jahrhunderts, 1687 verlängert und barock verändert, südlich Chorflankenturm mit barockem Achteckaufsatz und Kuppelhaube; mit Ausstattung. | D-2-74-141-8 Wikidata | weitere Bilder |
| Dorfstraße 14 (Standort)          | Pfarrhaus               | zweigeschossiges Gebäude mit hohem Mansard-Walmdach und Krüppelwalm, Querflügel mit Arkaden und Bogengliederung, mit Lisenen- und Putzgliederung, 1764/66.                                                             | D-2-74-141-9 Wikidata | Pfarrhaus      |

### Bergham
| Lage                               | Objekt              | Beschreibung                                                                              | Akten-Nr.              | Bild           |
| ---------------------------------- | ------------------- | ----------------------------------------------------------------------------------------- | ---------------------- | -------------- |
| Oberfeld, neben Bergham (Standort) | Katholische Kapelle | Wegkapelle, kleiner massiver Satteldachbau, neugotisch, 19. Jahrhundert; mit Ausstattung. | D-2-74-141-10 Wikidata | weitere Bilder |

### Bibelsbach
| Lage                   | Objekt                | Beschreibung | Akten-Nr.              | Bild           |
| ---------------------- | --------------------- | --- | ---------------------- | -------------- |
| Haus Nr. 14 (Standort) | Ortskapelle St. Maria | Hofkapelle, kleiner Backsteinbau mit Satteldach und Ziergiebel, erstes Drittel 19. Jahrhundert; mit Ausstattung. | D-2-74-141-11 Wikidata | weitere Bilder |

### Buch
| Lage                     | Objekt                           | Beschreibung | Akten-Nr.              | Bild                             |
| ------------------------ | -------------------------------- | --- | ---------------------- | -------------------------------- |
| Haus Nr. 1, 2 (Standort) | Wohnstallhaus eines Vierseithofs | zweigeschossiger Steildachbau mit Blockbau-Obergeschoss und langem Traufschrot, bezeichnet 1797; Nebengebäude, Stadel, zweigeschossiger Satteldachbau, bezeichnet 1864; Nebengebäude, ehemaliger Stall, zweigeschossiger Satteldachbau, bezeichnet 1864, Veränderungen Anfang 20. Jahrhundert. | D-2-74-141-12 Wikidata | Wohnstallhaus eines Vierseithofs |
| Haus Nr. 3 (Standort)    | Stadel                           | Blockbau mit Satteldach, Traidkasten auf der Nordseite, zweite Hälfte 17. Jahrhundert. | D-2-74-141-13 Wikidata | BW                               |

### Eberstall
| Lage                   | Objekt                     | Beschreibung | Akten-Nr.              | Bild                       |
| ---------------------- | -------------------------- | --- | ---------------------- | -------------------------- |
| Haus Nr. 7 (Standort)  | Ehemaliges Schloss         | schlichtes zweigeschossiges Gebäude mit Steildach, Anfang 18. Jahrhundert, später verändert.                                          | D-2-74-141-14 Wikidata | weitere Bilder             |
| Haus Nr. 30 (Standort) | Kapelle St. Petrus Fourier | kleiner Saalbau, massiv, westlich langgezogener Dachreiter mit Spitzhelm, mit Lisenengliederung und Bandfries, 1855; mit Ausstattung. | D-2-74-141-15 Wikidata | Kapelle St. Petrus Fourier |

### Gatzkofen
| Lage                  | Objekt                  | Beschreibung | Akten-Nr.              | Bild           |
| --------------------- | ----------------------- | --- | ---------------------- | -------------- |
| Haus Nr. 2 (Standort) | Filialkirche St. Martin | kleiner Saalbau, spätgotische Anlage von 1519, Gliederung durch Dreieckslisenen und Dachfries, nördlich niedriger Turm mit kurzem Achteckaufsatz und Spitzhelm; mit Ausstattung. | D-2-74-141-16 Wikidata | weitere Bilder |

### Grafenhaun
| Lage                  | Objekt                            | Beschreibung | Akten-Nr.              | Bild                              |
| --------------------- | --------------------------------- | --- | ---------------------- | --------------------------------- |
| Haus Nr. 7 (Standort) | Katholische Kirche St. Margaretha | Saalkirche mit Westturm, mit einfacher Putzgliederung, vorgesetzter Turm mit kurzer spitzer Haube, barocke Anlage von 1717/19; mit Ausstattung. | D-2-74-141-17 Wikidata | Katholische Kirche St. Margaretha |

### Heiligenbrunn
| Lage                   | Objekt                             | Beschreibung | Akten-Nr.              | Bild           |
| ---------------------- | ---------------------------------- | --- | ---------------------- | -------------- |
| Haus Nr. 33 (Standort) | Wallfahrtskirche Mariä Heimsuchung | Saalkirche mit eingezogenem Chor und Westturm, Barockbau mit Lisenengliederung und Putzbändern, durch den Pfeffenhausener Maurermeister Hans Widtmann und den Zimmermeister Bartholomäus Gaißritter 1712/14 errichtet, Westturm von 1814 mit Spitzhelm über achtseitigem Aufsatz; mit Ausstattung. | D-2-74-141-18 Wikidata | weitere Bilder |
| Haus Nr. 36 (Standort) | Kapelle                            | kleiner massiver Zeltdachbau mit Lisenengliederung und Dachfries, neugotisch, zweite Hälfte 19. Jahrhundert; mit Ausstattung; westlich an der Straße. | D-2-74-141-19 Wikidata | weitere Bilder |

### Kirchberg
| Lage                   | Objekt                                  | Beschreibung | Akten-Nr.              | Bild           |
| ---------------------- | --------------------------------------- | --- | ---------------------- | -------------- |
| Haus Nr. 24 (Standort) | Schloss Kirchberg mit Mauer und Kapelle | wohl mittelalterliche Anlage, zweiten Hälfte des 15. Jahrhunderts, 1520 und 1569 erweitert, 1632 weitgehend zerstört, barocker Wiederaufbau, im 19. und 20. Jahrhundert verändert; mit Ausstattung; Schlosskapelle St. Leonhard im Bergfried-Untergeschoss; mit Ausstattung; Umfassungsmauern und Stützmauern, 16./17. Jahrhundert. | D-2-74-141-20 Wikidata | weitere Bilder |

### Kumpfmühle
| Lage                   | Objekt                            | Beschreibung | Akten-Nr.              | Bild           |
| ---------------------- | --------------------------------- | --- | ---------------------- | -------------- |
| Haus Nr. 1a (Standort) | Kapelle „Zum Gegeißelten Heiland“ | kleiner massiver Satteldachbau mit Schweifgiebel, Lisenen- und Putzgliederung, neugotisch, um 1840/50; mit Ausstattung. | D-2-74-141-22 Wikidata | weitere Bilder |

### Mantel
| Lage                  | Objekt               | Beschreibung                                                                                        | Akten-Nr.              | Bild           |
| --------------------- | -------------------- | --------------------------------------------------------------------------------------------------- | ---------------------- | -------------- |
| Haus Nr. 1 (Standort) | Hofkapelle St. Maria | massiver Satteldachbau mit Dachreiter, Lisenengliederung und Putzbändern, um 1860; mit Ausstattung. | D-2-74-141-24 Wikidata | weitere Bilder |

### Oberergoldsbach
| Lage                      | Objekt                      | Beschreibung | Akten-Nr.              | Bild                        |
| ------------------------- | --------------------------- | --- | ---------------------- | --------------------------- |
| Freystraße 3 (Standort)   | Filialkirche St. Margaretha | Saalkirche mit eingezogenem Chor und Westturm, im Kern spätromanischer Bau des 13. Jahrhunderts, Ausbau in der ersten Hälfte des 18. Jahrhunderts, Gliederung im westlichen Teil durch Lisenen, Turm mit quadratischem Unterbau, achtseitigem Aufsatz und Zwiebelkuppel; mit Ausstattung. | D-2-74-141-25 Wikidata | Filialkirche St. Margaretha |
| Hauptstraße 31 (Standort) | Wohnhaus                    | ehemaliger Gasthof, zweigeschossiger Satteldachbau mit Treppengiebeln und Putzgliederung, bezeichnet 1860; östlich anschließend Stallgebäude, 1. Hälfte 19. Jahrhundert. | D-2-74-141-50          | BW                          |

### Petersglaim
| Lage                  | Objekt                       | Beschreibung | Akten-Nr.              | Bild                         |
| --------------------- | ---------------------------- | --- | ---------------------- | ---------------------------- |
| Haus Nr. 6 (Standort) | Katholische Kirche St. Peter | kleine Saalkirche mit Westturm, romanischer Bau wohl des 12./13. Jahrhunderts, 1691 von Georg Pohner barockisiert, Turm mit Achteckaufsatz und Zwiebelkuppel, 1736 von Franz Pichlmayer; mit Ausstattung. | D-2-74-141-29 Wikidata | Katholische Kirche St. Peter |

### Schmatzhausen
| Lage                                     | Objekt                                | Beschreibung | Akten-Nr.              | Bild           |
| ---------------------------------------- | ------------------------------------- | --- | ---------------------- | -------------- |
| Kirchplatz 1; Nähe Kirchplatz (Standort) | Pfarrkirche St. Katharina und Kapelle | Saalkirche mit eingezogenem Chor, Langhaus im Kern 13. Jahrhundert, Chor und Turm zweiten Hälfte 15. Jahrhundert, nach 1680 barockisiert, Gliederung durch Lisenen und Putzbänder, am Chor Dreiecklisenen und Friesband, nördlich Chorflankenturm mit Geschossgliederung, Blendbögen und Spitzhelm über achtseitigem Oberbau, Helm erneuert; mit Ausstattung; Seelenkapelle, massiver Bau mit Steildach, erste Hälfte 19. Jahrhundert; im Friedhof. | D-2-74-141-30 Wikidata | weitere Bilder |
| Rosenstraße 4 (Standort)                 | Bauernhaus                            | zweigeschossiger Flachsatteldachbau, verputzter Blockbau mit Trauf- und Giebelschrot, im Kern 1750. | D-2-74-141-32 Wikidata | Bauernhaus     |

### Schmidhof
| Lage                            | Objekt     | Beschreibung                                                           | Akten-Nr.              | Bild       |
| ------------------------------- | ---------- | ---------------------------------------------------------------------- | ---------------------- | ---------- |
| Gegenüber Haus Nr. 3 (Standort) | Bauernhaus | eingeschossiger Satteldachbau mit Flug-Kniestock, 17./18. Jahrhundert. | D-2-74-141-33 Wikidata | Bauernhaus |

### Türkenfeld
| Lage                   | Objekt                             | Beschreibung | Akten-Nr.              | Bild                          |
| ---------------------- | ---------------------------------- | --- | ---------------------- | ----------------------------- |
| Haus Nr. 25 (Standort) | Filialkirche St. Ägidius mit Mauer | ehemalige Schlosskapelle, kleiner ungegliederter Saalbau mit eingezogener Chorapsis und Dachreiter, romanischer Bau des 12./13. Jahrhunderts, teilweise barock verändert; mit Ausstattung; Kirchhofummauerung, wohl 18./19. Jahrhundert. Der Ortsname leitet sich von dem Edelsgeschlecht der Turtenfelder aus dem 11. Jahrhundert ab und hat nichts mit der Türkei zu tun. | D-2-74-141-34 Wikidata | weitere Bilder                |
| Haus Nr. 11 (Standort) | Wohnstallhaus eines Hakenhofs      | eingeschossiger Satteldachbau, getünchter Blockbau mit Kniestock und Giebelschrot, um 1710 (dendrochronologisch datiert), Erweiterung nach Westen mit Erneuerung des Wirtschaftsbereichs 1. Hälfte des 19. Jahrhunderts, Dachkonstruktion um 1888 (dendrochronologisch datiert).                                                                                            | D-2-74-141-37 Wikidata | Wohnstallhaus eines Hakenhofs |

### Unkofen
| Lage                   | Objekt                    | Beschreibung | Akten-Nr.              | Bild                      |
| ---------------------- | ------------------------- | --- | ---------------------- | ------------------------- |
| Haus Nr. 14 (Standort) | Filialkirche St. Nikolaus | Saalkirche mit eingezogenen Apsis, kleine Anlage der ersten Hälfte des 18. Jahrhunderts, die Umfassungsmauern von Langhaus und Chor wohl noch spätromanisch, erste Hälfte 13. Jahrhundert, nordseitiger Turm mit kurzem Helm aus späterer Zeit; mit Ausstattung. | D-2-74-141-38 Wikidata | Filialkirche St. Nikolaus |

### Wachelkofen
| Lage                      | Objekt                        | Beschreibung | Akten-Nr.              | Bild                          |
| ------------------------- | ----------------------------- | --- | ---------------------- | ----------------------------- |
| Haus Nr. 2 1/2 (Standort) | Katholische Kirche St. Helena | Saalkirche mit eingezogenem Chor, äußerlich schlichter Bau mit umlaufendem Sockelband, östlich vorgesetzter Turm mit Geschossgliederung, Achteckaufsatz und Spitzhelm, Rokokobau von 1751; mit Ausstattung. | D-2-74-141-40 Wikidata | Katholische Kirche St. Helena |

### Weihenstephan
| Lage                                                 | Objekt                                 | Beschreibung | Akten-Nr.              | Bild                                   |
| ---------------------------------------------------- | -------------------------------------- | --- | ---------------------- | -------------------------------------- |
| Helenenberg 3 (Standort)                             | Katholische Kirche St. Stephan         | Saalkirche westlich offene Vorhalle, südlich Chorflankenturm mit Achteckaufsatz und Kuppelhaube, spätgotischer Bau der zweiten Hälfte 15. Jahrhundert, Langhaus im 18. Jahrhundert barockisiert, Turm 1681 erhöht; mit Ausstattung. | D-2-74-141-41 Wikidata | Katholische Kirche St. Stephan         |
| Schloßstraße 1; Ergoldinger Straße 18, 20 (Standort) | Schlossanlage                          | im 17. Jahrhundert von Georg Karl Freiherr von Enzdorf anstelle eines älteren Schlosses erbaut; Wohngebäude, zweigeschossiger Mansardwalmdachbau, im Kern 17. Jahrhundert, im 18. Jahrhundert und später überformt; Nord- und Ostflügel der Stall- und Wirtschaftsgebäude mit Durchfahrt und hohen Satteldächern, im Kern 17. Jahrhundert, Nordflügel im 18. Jahrhundert erweitert, mit Lisenengliederung und Putzbänderung; zwei Torpavillons, massiv, mit Mansardwalmdach, 1950; Schlossbräukeller, 17./18. Jahrhundert. | D-2-74-141-42 Wikidata | weitere Bilder                         |
| Ergoldinger Straße 7 (Standort)                      | Ehemalige Schlosskapelle St. Sebastian | heute Leichenhaus, rechteckiger Saalbau mit Lisenen- und Pilastergliederung, Dachreiter mit Zwiebelkuppel, Mitte 17. Jahrhundert; mit Ausstattung; nördlich vom Schloss an der Straße. | D-2-74-141-43 Wikidata | Ehemalige Schlosskapelle St. Sebastian |
| Nähe Kellerberg, Nähe Schloßstraße (Standort)        | Bildstock St. Nepomuk                  | kleine Kapelle, massiver Aufbau mit Satteldach und Bildnische, erste Hälfte 19. Jahrhundert; mit Ausstattung; an der Straße nach Eichstätt. | D-2-74-141-45 Wikidata | Bildstock St. Nepomuk                  |

### Windham
| Lage                    | Objekt  | Beschreibung                                                                                        | Akten-Nr.              | Bild    |
| ----------------------- | ------- | --------------------------------------------------------------------------------------------------- | ---------------------- | ------- |
| Nähe Windham (Standort) | Kapelle | kleiner massiver Satteldachbau mit Apsis und Dachreiter, Bau des 19. Jahrhunderts; mit Ausstattung. | D-2-74-141-46 Wikidata | Kapelle |

### Zieglstadl
| Lage                  | Objekt          | Beschreibung                                                        | Akten-Nr.              | Bild            |
| --------------------- | --------------- | ------------------------------------------------------------------- | ---------------------- | --------------- |
| Haus Nr. 5 (Standort) | Kleinbauernhaus | eingeschossiger Steildachbau mit Greddach, im Kern 18. Jahrhundert. | D-2-74-141-47 Wikidata | Kleinbauernhaus |

## Ehemalige Baudenkmäler
In diesem Abschnitt sind Objekte aufgeführt, die früher einmal in der Denkmalliste eingetragen waren, jetzt aber nicht mehr. Objekte, die in anderem Zusammenhang also z. B. als Teil eines Baudenkmals weiter eingetragen sind, sollen hier nicht aufgeführt werden. Aktennummern in diesem Abschnitt sind ehemalige, jetzt nicht mehr gültige Aktennummern.

| Lage                                             | Objekt                           | Beschreibung                                                                           | Akten-Nr.              | Bild               |
| ------------------------------------------------ | -------------------------------- | -------------------------------------------------------------------------------------- | ---------------------- | ------------------ |
| Hohenthann Kellerstraße 6 a (Standort)           | Kleinbauernhaus                  | Giebel in Blockbauweise, steiles Satteldach, Ende 18./Anfang 19. Jahrhundert.          | D-2-74-141-3 Wikidata  | BW                 |
| Kumpfmühle Haus Nr. 1 a (Standort)               | Ehemalige Mühle                  | Hauptbau mit Satteldach und Putzbandgliederung, nach 1842.                             | D-2-74-141-21 Wikidata | BW                 |
| Laber zwischen Haus Nr. 2 und 4 (Standort)       | Wohnstallhaus eines Dreiseithofs | mit Halbwalmdach und verputztem Blockbau-Obergeschoss, zweiten Hälfte 18. Jahrhundert. | D-2-74-141-23 Wikidata | BW                 |
| Oberergoldsbach Hauptstraße 28 (Standort)        | Wohnhaus eines Dreiseithofs      | und Stadel in Blockbau, 18./19. Jahrhundert.                                           | D-2-74-141-27 Wikidata | BW                 |
| Oberergoldsbach Hauptstraße 29 (Standort)        | Zugehöriger Stadel               | Traidkasten in Blockbauweise mit Satteldach, 19. Jahrhundert.                          | D-2-74-141-26 Wikidata | Zugehöriger Stadel |
| Schmatzhausen Dachsenbachweg 2 (Standort)        | Kleinbauernhaus                  | erdgeschossiger Blockbau mit Greddach, im Kern Ende 17. Jahrhundert.                   | D-2-74-141-31 Wikidata | BW                 |
| Türkenfeld Haus Nr. 28 (Standort)                | Wohnstallhaus eines Dreiseithofs | mit Greddach und Traufschrot, erste Hälfte 19. Jahrhundert.                            | D-2-74-141-35 Wikidata | BW                 |
| Türkenfeld Haus Nr. 39 (Standort)                | Kleinhaus                        | erdgeschossiger Bau mit Steilsatteldach und Blockbau-Giebel, Anfang 19. Jahrhundert.   | D-2-74-141-36 Wikidata | BW                 |
| Unkofen Haus Nr. 22 (Standort)                   | Zugehöriges Taubenhaus           | Ende 19. Jahrhundert; im Hof.                                                          | D-2-74-141-39 Wikidata | BW                 |
| Weihenstephan Petersglaimer Straße 18 (Standort) | Fischerhäuschen                  | getünchter Blockbau mit Walmdach, zweite Hälfte 18. Jahrhundert.                       | D-2-74-141-44 Wikidata | BW                 |
| Zieglstadl Haus Nr. 9 (Standort)                 | Kleinbauernhaus                  | eingeschossiger Satteldachbau, zum Teil in Blockbau, zweiten Hälfte 18. Jahrhundert.   | D-2-74-141-48 Wikidata | Kleinbauernhaus    |